# Kategoria e Parë 1969-1970
La Kategoria e Parë 1969-1970 fu la 31ª edizione della massima serie del campionato albanese di calcio concluso con la vittoria del 17 Nëntori, al suo decimo titolo.
Capocannoniere del torneo fu Panajot Pano (Partizani Tirana) con 17 reti.

## Formula
Dopo la parentesi della stagione precedente il campionato tornò a svolgersi dall'autunno alla primavera, come nel resto dell'Europa centro-meridionale.
Le squadre partecipanti furono 14 e disputarono un turno di andata e ritorno per un totale di 26 partite con le ultime due classificate che retrocedettero in Kategoria e Dytë.
Le squadre qualificate alle coppe europee furono due: la vincente del campionato fu ammessa alla Coppa dei Campioni 1970-1971 mentre la vincente della coppa d'Albania alla Coppa delle Coppe 1970-1971.

## Squadre
| Squadra             | Città        | Stadio | Stagione 1968      |
| ------------------- | ------------ | ------ | ------------------ |
| Skënderbeu          | Coriza       |        | 8°                 |
| Labinoti            | Elbasan      |        | 6°                 |
| 17 Nëntori          | Tirana       |        | Campione d'Albania |
| KF Partizani Tirana | Tirana       |        | 2°                 |
| Dinamo Tirana       | Tirana       |        | 3°                 |
| Flamurtari          | Valona       |        | 5°                 |
| Besa Kavajë         | Kavajë       |        | 11°                |
| Vllaznia            | Scutari      |        | 4°                 |
| Tekstilisti         | Tirana       |        | Kategoria e Dytë   |
| Traktori            | Lushnjë      |        | 9°                 |
| Lokomotiva          | Durazzo      |        | 7°                 |
| Luftëtari           | Argirocastro |        | 10°                |
| Apolonia Fier       | Fier         |        | 12°                |
| Naftëtari           | Kuçovë       |        | Kategoria e Dytë   |

## Classifica finale
|                    | Pos. | Squadra     | Pt | G  | V  | N  | P  | GF | GS | DR  |
| ------------------ | ---- | ----------- | -- | -- | -- | -- | -- | -- | -- | --- |
| Albania (bandiera) | 1.   | 17 Nëntori  | 44 | 26 | 19 | 6  | 1  | 56 | 10 | +46 |
|                    | 2.   | Partizani   | 38 | 26 | 14 | 10 | 2  | 51 | 19 | +32 |
|                    | 3.   | Vllaznia    | 35 | 26 | 13 | 9  | 4  | 34 | 10 | +24 |
|                    | 4.   | Dinamo      | 35 | 26 | 14 | 7  | 5  | 38 | 23 | +15 |
|                    | 5.   | Besa        | 32 | 26 | 10 | 12 | 4  | 32 | 19 | +13 |
|                    | 6.   | Labinoti    | 27 | 26 | 10 | 7  | 9  | 30 | 25 | +5  |
|                    | 7.   | Skënderbeu  | 27 | 26 | 7  | 13 | 6  | 21 | 20 | +1  |
|                    | 8.   | Traktori    | 27 | 26 | 8  | 11 | 7  | 23 | 27 | -4  |
|                    | 9.   | Flamurtari  | 23 | 26 | 7  | 9  | 10 | 26 | 25 | +1  |
|                    | 10.  | Lokomotiva  | 20 | 26 | 5  | 10 | 11 | 17 | 28 | -11 |
|                    | 11.  | Luftëtari   | 18 | 26 | 5  | 8  | 13 | 22 | 41 | -19 |
|                    | 12.  | Apolonia    | 17 | 26 | 5  | 7  | 14 | 24 | 42 | -18 |
|                    | 13.  | Tekstilisti | 14 | 26 | 3  | 8  | 15 | 24 | 44 | -20 |
|                    | 14.  | Naftëtari   | 7  | 26 | 2  | 3  | 21 | 9  | 74 | -65 |

Legenda:

      Campione d'Albania
      Ammesso alla Coppa delle Coppe
      Retrocesso in Kategoria e Dytë
Note:

Due punti a vittoria, uno a pareggio, zero a sconfitta.

## Verdetti
- Campione: 17 Nëntori
- Qualificata alla Coppa dei Campioni: 17 Nëntori
- Qualificata alla Coppa delle Coppe: Partizani Tirana
- Retrocessa in Kategoria e Dytë: Tekstilisti, Naftëtari